# طويلاء
طويلاء (الاسم العلمي: Dolichus)، جنس حشرات خنفسية من فصيلة الخنافس الأرضية، تحتوي على الأنواع التالية:
- Dolichus davidis Fairmaire, 1889
- Dolichus halensis Schaller, 1783